# Adolf Fredrik Lindblad
Adolf Fredrik Lindblad (1. února 1801 Skänninge – 23. srpna 1878 Linköping) byl švédský romantický hudební skladatel. Je znám především svými kompozicemi švédských písní, kterých napsal přes 200. Další jeho známé skladby jsou Symfonie č. 1 C dur, Symfonie č. 2 D dur a opera Frondörerna (Rebelové). Lindblad byl přítelem Felixe Mendelssohna-Bartholdyho a spolupracoval se slavnou švédskou sopranistkou Jenny Lindovou.